# محمد أحمد حسين الفارسي
محمد أحمد حسين اللنجي الفارسي (1895 - 1982) فقيه شافعي ومدرس وشاعر إيراني - كويتي. ولد في بندر لنجة على ساحل الخليج العربي في جنوبي إيران ونشأ بها. اشتغل بالغوص والبناء ثم درس على أعلام بلده وبر فارس. قصد المدينة فدرس الفقه الشافعي واستقر في الكويت. عمل إماما وخطيبا فيها وافتتح كُتّابًا. كان متضلعًا في علم المواريث. له ديوان شعر بالعربية ومؤلفات دينية وخطب منبرية. توفي في مدينة الكويت. 

## سيرته
ولد محمد بن أحمد بن حسين الفارسي سنة 1895م/ 1313 هـ في لنجة على شاطئ الخليج من جهة إيران. وبدأ دراسته فيها، قطعها واشتغل بالغوص والبناء بحثًا عن الرزق مما أعانه على معاودة الدراسة، فدرس في قرية فنج على أحمد النقشبندي علامة بر فارس، ثم عاد إلى لنجة ودرس على عبد الرحمن بن سويف المعروف بسلطان العلماء، ثم قصد المدينة فدرس الفقه الشافعي، وبعد تطواف بالأحساء وبغداد ومصر، استقر في الكويت.

عمل في الكويت بالتدريس، فتخرج على يديه العديد من الطلاب، حيث افتتح كُتّابًا خاصًا به، كما عمل مأذونًا شرعيًا، وإمامًا وخطيبًا لعدة مساجد في الكويت. كان متضلعًا في علم المواريث.

توفي في مدينة الكويت سنة 1982 م/ 1403 هـ. 

## شعره
ذكره عبد العزيز البابطين في معجمه وقال «شعره يغلب عليه الطابع الديني، فيه مسحة الشعراء الفقهاء، أكثر قصائده في الوعظ والحكمة الحسنة، يدعو غالبًا إلى الإصلاح، وينتقد الظواهر السيئة بلغة متزنة، تظهر في شعره صيغ ومفردات قرآنية، مع نبرة خطابية.»

## مؤلفاته
- الابتهاج بالإسراء والمعراج، ديوان
- إرشاد الحاج وكفاية المحتاج
- الحجج الواضحة
- الخطب المنبرية
- دعاء ختم القرآن